# Killikaike
Killikaike — вимерлий рід мавп Нового Світу. Рід включає один вид, Killikaike blakei, який жив в Аргентині в ранньому міоцені.
Killikaike blakei був зібраний на півдні Аргентини в січні 2005 року, і типовий зразок складається з чудово добре збереженого обличчя. Зразок був названий на честь місцевості, де був знайдений Killik Aike Norte, в маєтку родини Блейків.
Перрі та ін. (2014) вважають K. blakei молодшим синонімом Homunculus patagonicus. Однак подальший аналіз Silvestro та ін. (2017) поміщає Killikaike до Cebidae, тоді як Homunculus поміщає до Pitheciidae.